# Imagine Film Festival
L'Imagine Film Festival, noto in passato con la denominazione Amsterdam Fantastic Film Festival (AFFF), e citato anche come Imagine Fantastic Film Festival o semplicemente Imagine, è un festival cinematografico annuale che si tiene ad Amsterdam, nei Paesi Bassi. Il festival è stato creato nel 1991 come Amsterdam Fantastic Film Festival, con un focus principalmente sui film fantasy e horror, prima di cambiare nome nel 2009.

## Storia
Imagine è nato come "Weekend of Terror". Dopo diversi anni, nel 1991, questo fine settimana si trasformò in un festival a tutti gli effetti, intitolato Amsterdam Fantastic Film Festival (AFFF ). Ha proiettato un'ampia gamma di film di genere internazionali, non solo horror ma anche fantascienza, fantasy, arti marziali e anime.
Nel 2009 il festival ha cambiato nome: Imagine Film Festival. Con il cambio di nome l'organizzazione ha voluto sottolineare che nel corso degli anni il festival si è focalizzato maggiormente su film che non possono essere strettamente definiti fantasy, horror o fantascienza.
Nel 2013, dopo molti anni trascorsi al Kriterion, il festival ha scelto l'EYE Film Institute come sua sede. Nel corso degli anni, il festival ha iniziato ad aggiungere esperienze di realtà virtuale e giochi, sotto la bandiera di "Imagine Expanded", e ha ampliato il suo programma scientifico.
Nel 2022 sono stati modificati sia i tempi che le sedi: da metà aprile a fine ottobre e in due nuove sedi.

## Descrizione
Imagine si svolge a fine ottobre, al LAB11 e al Filmhallen.
L'obiettivo del festival è quello di far conoscere sia agli amanti del cinema sia al grande pubblico una selezione di film nuovi e classici appartenenti a generi quali fantasy, horror e fantascienza. Gran parte del programma è composta da film di genere, film di exploitation, film cult e pellicole poco note, anche se nel corso degli anni l'offerta è diventata sempre più diversificata.
L'evento è organizzato dalla Fondazione AFFF senza fini di lucro e riceve sovvenzioni dal Film Fund e dalla Città di Amsterdam.

## Premi
Il premio Imagine Time Capsule è stato assegnato tra il 2010 e il 2015. Altri premi vinti in passato includono il Black Tulip Award, il VR Award e il Lifetime / Career Achievement Award.
Al 2024, i premi del festival sono:
- Sea Devil Award, per il miglior lungometraggio fantastico
- Méliès d'Argento, per il miglior film fantastico europeo; uno per i lungometraggi e uno per i cortometraggi
- Premio Silver Scream, votato dal pubblico, sono ammissibili tutti i lungometraggi (tranne i classici)

### Sea Devil Award
Per il miglior lungometraggio, in precedenza Black Tulip Award.
| Anno | Titolo del film | Direttore      |
| ---- | --------------- | -------------- |
| 2023 | Tiger Stripes   | Amanda Nell'Ue |

Come il Black Tulip Award. Nel 2006 il premio della giuria è stato assegnato in tre categorie, ma solo nella categoria del miglior lungometraggio:

### Premi Méliès
I Méliès Awards sono un'iniziativa della Méliès International Festivals Federation (ex European Fantastic Film Festivals Federation, o EFFFF), di cui Imagine è membro dal 1996. Ogni anno, durante il loro festival, i festival affiliati assegnano due Premi Méliès d'Argento, uno al miglior lungometraggio fantastico e uno al miglior cortometraggio fantastico. I vincitori prenderanno poi parte alla cerimonia di premiazione del premio Méliès d'Or. Vincitori dell'Amsterdam Méliès:

### Silver Scream Award
Il Silver Scream Award viene assegnato dal pubblico del festival.
Nel 2018, il premio inaugurale VR è stato assegnato a un'opera video australiana a otto canali chiamata The Summation of Force, del regista Matthew Bate e dei fotografi Narelle Autio e Trent Parke.